# Gyrocar

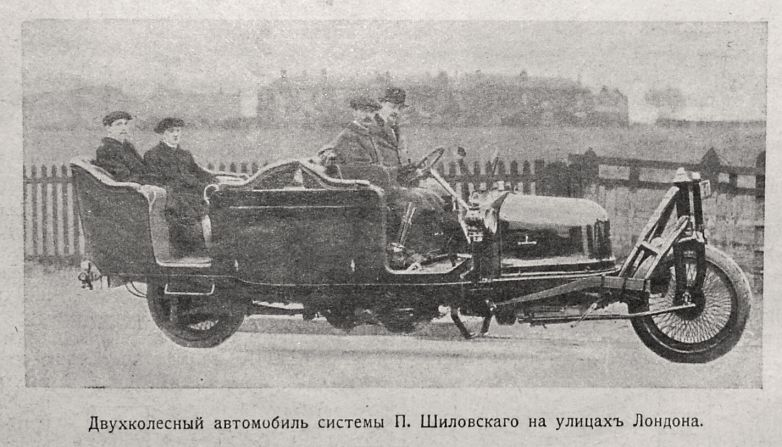
Le Gyrocar de Chilovski en 1914, à Londres

Un gyrocar est une automobile à deux roues. La différence entre un vélo ou une moto et un gyrocar est que dans un vélo ou une moto, l'équilibre dynamique est fourni par le cycliste, et dans certains cas par la géométrie et la distribution de masse de la moto elle-même, et les effets gyroscopiques des roues. Le pilotage d'une moto se fait par le mouvement de précession de la roue avant. Dans un gyrocar, l'équilibre est assuré par un ou plusieurs gyroscopes connectés à deux pendules par un pignon et une crémaillère,.
Le concept a été initialement décrit dans la fiction de 1911, Deux Garçons dans un Gyrocar: L'histoire d'une course automobile de New York à Paris de Kenneth Brown, (Houghton Mifflin Co). Le premier prototype de gyrocar, le Shilovski, a été commandé en 1912 par le comte russe Piotr Chilovski, avocat et membre de la famille royale russe. Il a été fabriqué suivant ses plans par la Wolseley Tool and Motor car Company en 1914, et fut présenté à Londres la même année,. Le gyrocar est alimenté par un moteur Wolseley C5 modifié, de 16 - 20 cv, avec un alésage de 90 mm et une course de 121 mm. Il est monté devant le radiateur, entraînant la roue arrière par l'intermédiaire d'un embrayage et d'une boîte de vitesses classiques. Un frein de transmission est monté après la boîte de vitesses - il n'y avait pas de freins sur les roues elles-mêmes. Le poids du véhicule est de 2,75 tonnes et il a un très grand rayon de braquage. Il était destiné à un usage militaire sur des chemins particulièrement étroits. À la déclaration de la guerre en 1914, Wolseley se retrouva pleinement occupée aux fabrications militaires, et le gyrocar traîna longtemps dans un atelier. La direction, sans nouvelles de Chilovski, supposa qu'il fut victime de la guerre, et décida d'enterrer le véhicule. Il fut déterré en 1938, restauré et exposé au musée Wolseley.
En 1927, Louis Brennan, financé à hauteur de 12 000 livres sterling (plus 2 000 £ par an) par Jean Cortauld construisit un gyrocar plus stable. Deux gyroscopes contre-rotatifs étaient logés sous les sièges avant, tournant dans un plan horizontal à 3 500 tr/min, entraînés par des moteurs électriques 24 V alimentés par des batteries de voiture. C'était la plus grande vitesse possible avec les moteurs électriques disponibles, et signifie que chaque rotor pesait 91 kg pour générer suffisamment de force. La précession est à la verticale de la roue avant. La voiture avait un moteur, les montages et la boîte de vitesses de Morris Oxford. Deux roues latérales (des roues d'avions légers sont utilisées) sont manuellement abaissées à l'arrêt; si le conducteur oublie, éteint les gyroscopes et s'éloigne, la voiture continue à s'équilibrer en utilisant l'élan du gyroscope pendant quelques minutes, puis les roues sont automatiquement abaissées pour empêcher la machine de se renverser.